# 小笠原博毅
小笠原 博毅（おがさわら ひろき、1968年 - ）は、日本の社会学者。神戸大学大学院国際文化学研究科グローバル文化専攻教授。

## 人物・来歴
東京都八王子市生まれ。早稲田大学政治経済学部卒。2003年ロンドン大学ゴールドスミス校社会学部博士課程修了。社会学Ph.D。指導教員はポール・ギルロイ。神戸大学国際文化学部助教授、准教授を経て、教授。
専門は文化研究。サッカーと人種差別、18世紀初頭の海賊などを研究している。東京オリンピックや大阪万博 (2025年)の開催には一貫して異議を申し立てており、編著に16人の研究者や活動家らによるオリンピック批判の論考を集めた『反東京オリンピック宣言』（山本敦久共編、航思社、2016年）がある。

## 著書
- 『サッカーの詩学と政治学』（有元健共編、人文書院、2005年）
- 『黒い大西洋と知識人の現在』（編、市田良彦、ポール・ギルロイ、本橋哲也著、松籟社、2009年）
- 『反東京オリンピック宣言』（山本敦久共編、航思社、2016年）
- 『セルティック・ファンダム――グラスゴーにおけるサッカー文化と人種』（せりか書房、2017年）
- 『やっぱりいらない東京オリンピック』（山本敦久共著、岩波書店［岩波ブックレット］、2019年）
- 『真実を語れ、そのまったき複雑性において――スチュアート・ホールの思考』（新泉社、2019年）
- 『パンデミック下の書店と教室』（福嶋聡共著、新泉社、2020年）

### 訳書
- G・E・ラング、K・ラング『政治とテレビ』（荒木功、大石裕、神松一三、黒田勇共訳、松籟社、1997年）
- ジェームス・プロクター『スチュアート・ホール』（青土社［シリーズ現代思想ガイドブック］、2006年）
- ウィリアム・ウォルターズ『統治――フーコーをめぐる批判的な出会い』（阿部潔、清水知子、成実弘至共訳、月曜社、2016年）